# Карлберг, Ингрид
Ингрид Маргарета Карлберг (швед. Ingrid Margareta Carlberg; род. 30 ноября 1961, Сурагаммар, Вестманланд) – шведская писательница и журналистка. Член Шведской академии.

## Биография
В 1990–2010 годах работала журналистом и репортёром ежедневной газеты Dagens Nyheter.
Автор ряда биографий, книг для детей и юношества.
За книгу «Pillret 2008» была удостоена премии Guldspaden журналистов-расследователей и номинирована на Августовскую премию.
Её биография Рауля Валленберга Det står ett rum här och väntar på dig ...»: berättelsen om Raoul Wallenberg («Здесь есть комната для тебя и она ждёт тебя — Рассказы о Рауле Валленберге») опубликованная в 2012 году, получила Августовскую премию 2012 года за лучшую шведскую научно-популярную книгу. Биография Альфреда Нобеля Nobel: den gåtfulle Alfred, hans värld och hans pris, опубликованная в 2019 году, была номинирована на ту же награду в 2019 году.
В 2009 году получила звание почётного доктора Уппсальского университета.
С 2020 года – член Шведской академии.
В 2024 году стала лауреатом премии фонда памяти Анны Линд.
Муж — политик Пэр Нудер.

## Избранные публикации
- 2002 – Jag heter Rosalie, (книга для детей, Rabén & Sjögren)
- 2003 – Rosalie på djupt vatten, ( книга для детей, Rabén & Sjögren)
- 2004 – Min bror Benjamin, (книга для юношества, Rabén & Sjögren)
- 2005 – Rosalies hemliga kompis, (книга для детей, Rabén & Sjögren)
- 2008 – Pillret, (репортаж о антидепрессантах, Norstedts)
- 2012 – „Det står ett rum här och väntar på dig...”: berättelsen om Raoul Wallenberg (биография, Norstedts)
- 2019 – Nobel: den gåtfulle Alfred, hans värld och hans pris (биография, Norstedts)